# Han Ji-hye
Han Ji-hye (한지혜?, Han Ji-hyeLR), pseudonimo di Lee Ji-hye (Gwangju, 29 giugno 1984), è un'attrice e modella sudcoreana, che ha debuttato in televisione nel 2001 prima di diventare famosa con il teen drama Nangrang 18-se.

## Biografia
Ha utilizzato lo pseudonimo "Han Ji-hye" poiché il suo nome di nascita era uguale a quello di un'attrice più anziana, Lena Lee, e ciò poteva causare confusione tra il pubblico. Insieme a Song Seung-hun e Son Ye-jin, ha recitato nella serie del canale KBS Yeoreum hyang-gi, che ha portato i suoi attori principali al successo.

## Filmografia

### Cinema
- Gutse-eora Geum-soon-a (굳세어라 금순아), regia di Hyun Nam-seop (2002)
- Singles (싱글즈), regia di Kwon Chil-in (2003)
- B-hyeong namja chingu (B형 남자친구), regia di Choi Seok-won (2005)
- Humming (허밍), regia di Park Dae-young (2008)
- Gureumeul beoseonan dalcheoreom (구름 을 벗어난 달처럼), regia di Lee Joon-ik (2010)

### Televisione
- Nae insaengui kongkkakji (내 인생의 콩깍지) – serie TV (2003)
- Namja-ui hyanggi (남자의 향기) – serie TV (2003)
- Yeoreum hyang-gi (여름향기) – serie TV (2003)
- Nangrang 18-se (낭랑 18세) – serie TV (2004)
- Seommaeul seonsaengnim (섬마을 선생님) – serie TV (2004)
- Daegyeol! Banjun drama (대결! 반전 드라마) – serie TV (2004)
- Bimil namnyeo (비밀남녀) – serie TV (2005)
- Gureum gyedan (구름계단) – serie TV (2006)
- Miuna gouna (미우나 고우나) – serie TV (2007)
- Eden-ui dongjjok (에덴의 동쪽) – serie TV (2008-2009)
- Pianist (피아니스트), regia di Moon Joon-ha – film TV (2010)
- Jjaekpae (짝패) – serie TV (2011)
- Tiantang xiu (天堂绣) – serie TV (2011)
- Widaehan seonmul (위대한 선물) – serie TV (2011)
- May Queen (메이퀸) – serie TV (2012)
- Geum nawara, ddookddak! (금 나와라, 뚝딱!) – serie TV (2013)
- Taeyangeun gadeukhi (태양은 가득히) – serie TV (2014)
- Jeonseor-ui manyeo (전설의 마녀) – serie TV (2014)

### Video musicali
- 2002 – You're Living in Happiness (Leeds)
- 2003 – How Can I Forget? (Leeds)
- 2004 – Whistle to Me (Hwilili) (Lee Soo-young)
- 2004 – Andante (Lee Soo-young)
- 2005 – Forever You (Lee Soo-young)
- 2005 – Gwanghwamun Love Song (Lee Soo-young)

## Riconoscimenti
| Anno | Premio                                   | Categoria                                                            | Opera nominata          | Risultato       |
| ---- | ---------------------------------------- | -------------------------------------------------------------------- | ----------------------- | --------------- |
| 2001 | Supermodel Contest                       | Premio trucco Dodo                                                   |                         | Vincitore/trice |
| 2003 | KBS Drama Awards                         | Miglior nuova attrice                                                | Yeoreum hyanggi         | Vincitore/trice |
| 2004 | Baeksang Arts Awards                     | Miglior nuova attrice (TV)                                           | Nangrang 18-se          | Vincitore/trice |
| 2004 | MBC Entertainment Awards                 | Miglior nuova arrivata in un varietà                                 |                         | Vincitore/trice |
| 2006 | Korea Best Dresser Swan Awards           | Miglior vestita, attrice televisiva                                  |                         | Vincitore/trice |
| 2007 | KBS Drama Awards                         | Premio all'eccellenza, attrice in un drama giornaliero               | Miuna gouna             | Vincitore/trice |
| 2008 | Korea Drama Awards                       | Premio all'eccellenza, attrice                                       | Miuna gouna             | Vincitore/trice |
| 2008 | MBC Drama Awards                         | Premio all'eccellenza, attrice                                       | Eden-ui dongjjok        | Vincitore/trice |
| 2009 | Asia Model Festival Awards               | Premio modella                                                       |                         | Vincitore/trice |
| 2009 | Korea Cadastral Survey Corporation       | Targa di apprezzamento                                               |                         | Vincitore/trice |
| 2009 | Baeksang Arts Awards                     | Miglior attrice (TV)                                                 | Eden-ui dongjjok        | Candidato/a     |
| 2010 | Korea International Jewelry & Watch Fair | Miglior donna con gioielli                                           |                         | Vincitore/trice |
| 2010 | KBS Drama Awards                         | Premio all'eccellenza, attrice in un drama di un atto/speciale/corto | Pianist                 | Candidato/a     |
| 2012 | Korean Culture and Entertainment Awards  | Premio alla massima eccellenza, attrice in un drama                  | May Queen               | Vincitore/trice |
| 2012 | MBC Drama Awards                         | Premio alla massima eccellenza, attrice in un drama seriale          | May Queen               | Vincitore/trice |
| 2013 | MBC Drama Awards                         | Premio alla massima eccellenza, attrice in un drama seriale          | Geum nawara, ddookddak! | Vincitore/trice |